# Bisdom Rodez

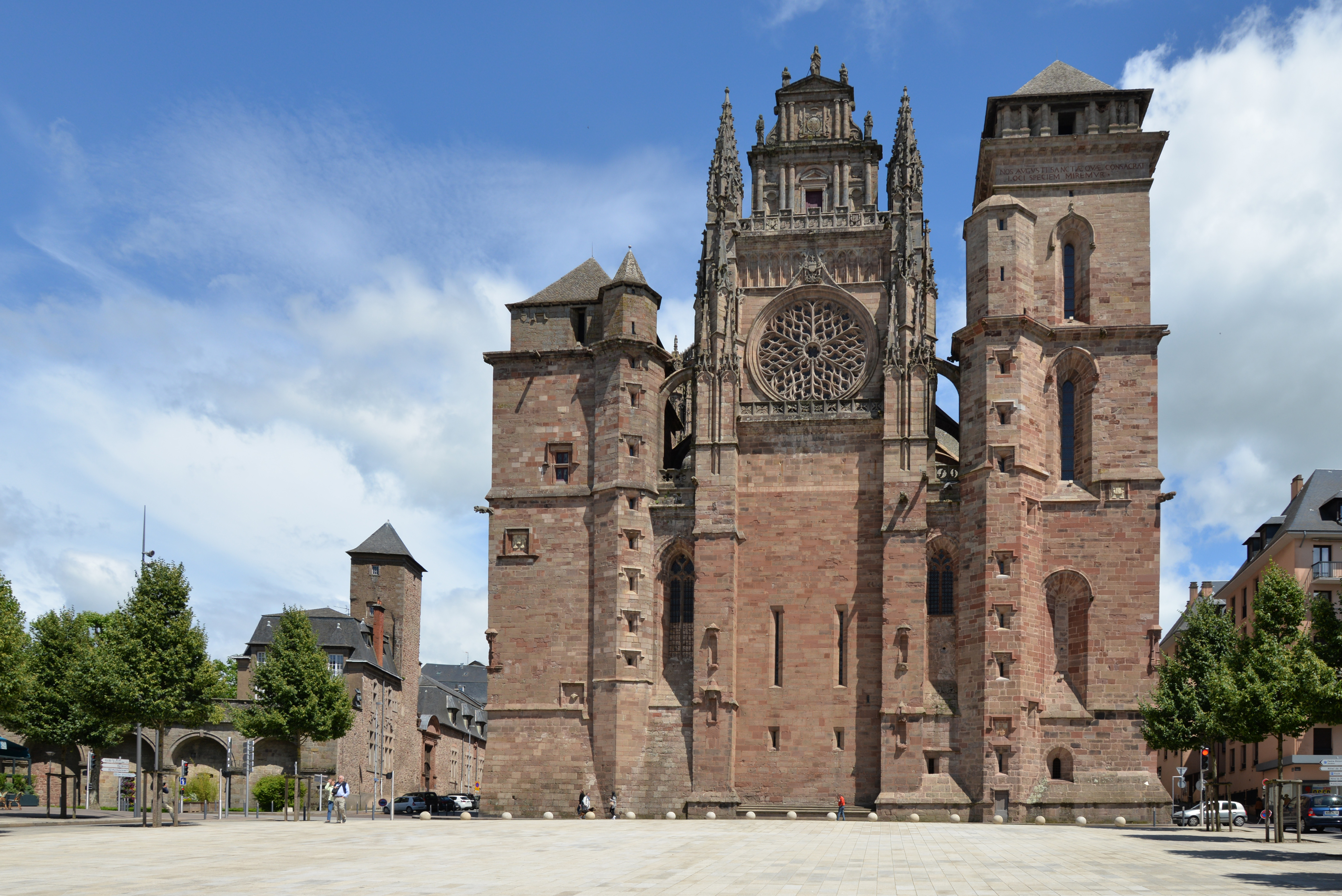
Kathedraal van Rodez

Het bisdom Rodez (Latijn: Dioecesis Ruthenensis, Frans: Diocèse de Rodez), is een rooms-katholiek bisdom in Frankrijk. Het is een suffragaanbisdom van het aartsbisdom Toulouse. De bisschopszetel bevindt zich in de stad Rodez en de titelkerk is de kathedraal Notre-Dame. Het bisdom komt overeen met het departement Aveyron en heeft een oppervlakte van 8.743 km². 
In 2022 telde het bisdom 36 parochies bediend door 77 diocesane priesters en 12 permanente diakens. De parochies zijn verdeeld over 8 dekenaten. Van de 279.000 inwoners waren er 273.000 katholiek of 97,9%. Bisschop is Luc Meyer.

Het moderne bisdom binnen Frankrijk

## Geschiedenis
Volgens de overlevering was de heilige Amans de eerste bisschop van Rodez. Hij kerstende de streek van de Rutheni. Dit werd in de middeleeuwen Rouergue. Bernardus van Clairvaux stichtte verschillende cisterciënzerabdijen in de streek, in Loc-Dieu, Sylvanès, Bonneval, Bonnecombe en Aubrac. In 1317 werd het bisdom Vabres afgesplitst van Rodez; het nieuwe bisdom omvatte de streek ten noorden van de Tarn. 
Na de Franse Revolutie werd het constitutionele bisdom Aveyron opgericht dat bisdommen Rodez en Vabres verving. Tijdens de Terreur werden verschillende priesters van het bisdom gedood. Bij het Concordaat van 1801 werden de bisdommen Rodez en Vabres niet opnieuw opgericht. Het departement Aveyron viel onder het aartbisdom Albi. Pas in 1817 werd het bisdom Rodez opnieuw opgericht. Voortaan viel het samen met de grenzen van het departement Aveyron. In 1875 werd het bisdom Vabres in naam weer opgericht en kreeg het bisdom een dubbele zetel, Rodez en Vabres. Emilie de Rodat, de stichtster van de Congregatie van de Heilige Familie van Villefranche-de-Rouergue, was actief binnen het bisdom.
In 2002 kwam het bisdom Rodez onder het aartsbisdom Toulouse te vallen in plaats van onder het aartsbisdom Albi. Toen werd ook het aantal parochies drastisch herleid van 475 naar 36.

## Bisschoppen

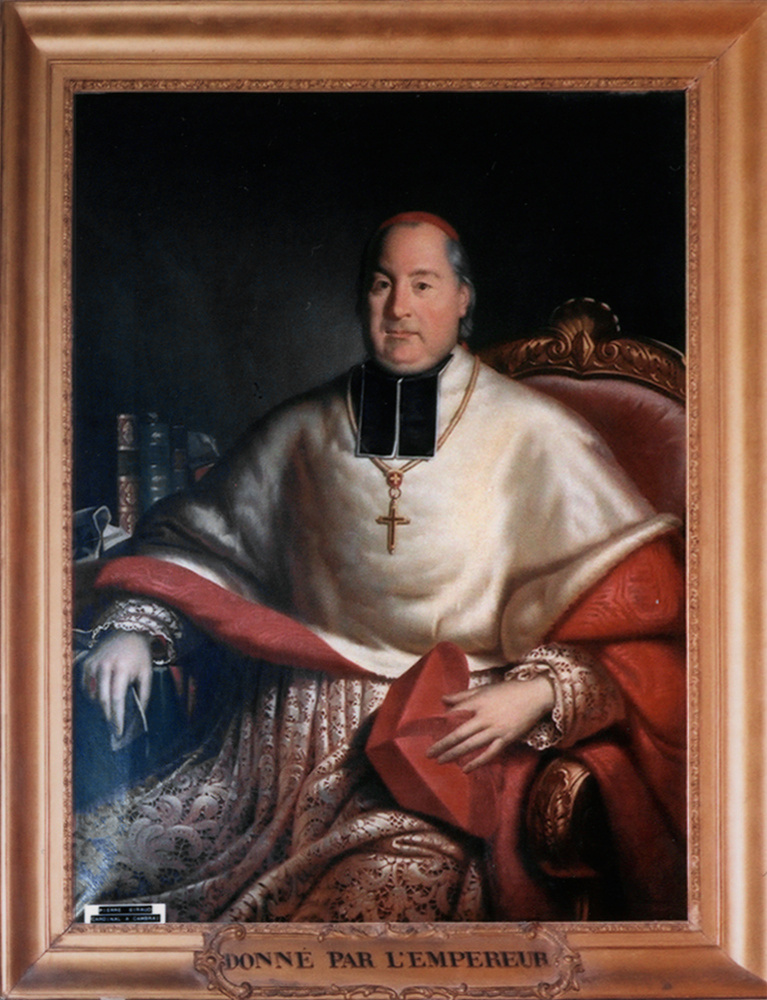
Pierre Giraud

Enkele bisschoppen tijdens het ancien régime:
- Bernard d'Albi (14e eeuw)
- Hardouin de Péréfixe de Beaumont (17e eeuw)

De bisschoppen sinds 1817:
- Charles-André-Toussaint-Bruno de Ramond-Lalande (1817-1830)
- Pierre Giraud (1830-1842)
- Jean-François Croizier (1842-1855)
- Louis-Auguste Delalle (1855-1871)
- Joseph-Christian-Ernest Bourret, C.O. (1871-1896)
- Jean-Augustin Germain (1897-1899)
- Louis-Eugène Francqueville (1899-1905)
- Charles du Pont de Ligonnès (1906-1925)
- Charles Challiol (1925-1948)
- Marcel-Marie-Joseph-Henri-Paul Dubois (1948-1954)
- Jean-Ernest Ménard (1955-1973)
- Roger Bourrat (1974-1991)
- Bellino Ghirard (1991-2011)
- François Fonlupt (2011-2021)
- Luc Meyer (2022-)